# 2.75G
2.75G是2G和2.5G後的更接近3G的移动通讯标准，如CDMA2000 1xRTT 或EDGE技術，用於流動通訊上傳送數據之用。

## EDGE
2.5G（GPRS）网络通过引入8PSK编码而演变为2.75G（EDGE）网络。虽然符号率保持不变，为每秒270.833个样本，但每个符号承载的是三位而不是一位。GSM演进（EDGE），增强型GPRS（EGPRS）或IMT单载波（IMT-SC）的增强数据速率是一种向后兼容的数字移动电话技术，它可以提高数据传输速率，是对标准GSM的扩展。EDGE于2003年开始在GSM网络上部署，最初是由AT&T在美国进行的。